# Synagoga w Imielinie
Synagoga w Imielinie − nieistniejący dom modlitwy znajdujący się w Imielinie przy ulicy Imielińskiej 81.
Synagoga została założona w połowie lat 20. XX w. w przybudówce domu towarowego Ludwika Schaala. W latach 30. XX w. gmina Imielin kupiła od Schaala cały budynek. Przybudówka, w której znajdował się dom modlitwy została wyburzona, a gruz wywieziono na utwardzenie drogi w okolicach Pidła. Po 70 latach od zburzenia w czasie prac budowlanych w tym miejscu natrafiono na gruz oraz na fragment tablicy pamiątkowej ufundowanej przez imielińskich oraz kosztowskich Żydów z okazji wybudowania i oddania do użytku synagogi.